# Titoktartási kötelezettség
A titoktartási kötelezettség olyan szabályokat vagy ígéreteket foglal magában, amelyeket néha titoktartási megállapodások révén hajtanak végre, és amelyek korlátozzák bizonyos típusú információkhoz való hozzáférést, vagy megszorításokat szabnak azok terjesztésére.

## Jogi titoktartás
A törvény előírja, hogy az ügyvédek gyakran kötelesek bizalmasan kezelni az ügyfél képviseletével kapcsolatos információkat. A titoktartási kötelezettség sokkal szélesebb körű, mint az ügyvéd-ügyfél közötti bizonyítási titoktartási kötelezettség, amely csak az ügyvéd és az ügyfél közötti kommunikációra terjed ki.
Mind a kiváltság, mind a kötelesség azt a célt szolgálja, hogy ösztönözze az ügyfeleket az ügyükkel kapcsolatos őszinteségre. Így az ügyvédek teljesíthetik kötelességüket, hogy lelkes képviseletet nyújtsanak ügyfeleiknek. Ellenkező esetben az ellenérdekű fél meglepheti az ügyvédet a bíróságon valamivel, amit nem tudott az ügyfeléről, ami gyengítheti az ügyfél pozícióját. Egy bizalmatlan ügyfél eltitkolhat egy releváns tényt, amelyet terhelőnek tart, de amelyet egy képzett ügyvéd az ügyfél előnyére fordíthatna (például olyan pozitív védekezési érvek felhozásával, mint az önvédelem). A legtöbb joghatóság azonban kivételeket tesz azokra a helyzetekre, amikor az ügyvédnek okkal feltételezheti, hogy az ügyfél megölhet vagy súlyosan megsebesíthet valakit, jelentős kárt okozhat más pénzügyi érdekeiben vagy vagyonában, vagy az ügyvéd szolgáltatásait bűncselekmény vagy csalás elkövetésére veszi igénybe (vagy próbálja igénybe venni). Ilyen helyzetekben az ügyvédnek mérlegelési joga van, de nem kötelessége, hogy olyan információkat közöljön, amelyek célja a tervezett cselekmény megakadályozása. A legtöbb állam rendelkezik ennek a diszkrecionális közzétételi szabálynak egy változatával a Szakmai Etikai Szabályzat 1.6. szabálya (vagy annak megfelelője) alatt. Néhány joghatóság kötelezővé tette ezt a hagyományosan mérlegelésen alapuló kötelezettséget. Például lásd a New Jersey és Virginia államokbeli Szakmai Etikai Szabályzat 1.6. szabályát.
Egyes joghatóságokban az ügyvédnek meg kell próbálnia meggyőzni az ügyfelet, hogy magatartását a törvény határaihoz igazítsa, mielőtt bármilyen egyébként bizalmas információt nyilvánosságra hozna. Ezek a kivételek általában nem vonatkoznak a már megtörtént bűncselekményekre, még azokban a szélsőséges esetekben sem, amikor a gyilkosok bevallották ügyvédeiknek az eltűnt holttestek hollétét, de a rendőrség még mindig keresi azokat. Az Egyesült Államok Legfelsőbb Bírósága és számos állami legfelsőbb bíróság megerősítette az ügyvédek azon jogát, hogy ilyen helyzetekben információkat visszatartson. Különben egyetlen büntetőeljárás vádlottja sem tudna buzgó védelemben részesülni.
Kalifornia arról híres, hogy a világon az egyik legszigorúbb titoktartási kötelezettséggel rendelkezik; ügyvédeinek a korábbi kaliforniai üzleti és szakmai törvénykönyv 6068(e) szakasza értelmében „minden veszély ellenére” védeniük kell az ügyfelek bizalmas adatait. Egy 2004-es módosításig (amely az (e) bekezdést (e)(1) bekezdéssé alakította, és a 6068. szakaszt kiegészítette az (e)(2) bekezdéssel) a kaliforniai ügyvédeknek még azt sem volt szabad felfedniük, hogy egy ügyfél gyilkosságot vagy testi sértést készül elkövetni. A Kaliforniai Legfelsőbb Bíróság haladéktalanul módosította a kaliforniai szakmai magatartási szabályokat, hogy azok megfeleljenek a felülvizsgált törvényben szereplő új kivételnek. Az Egyesült Királyságban a közelmúltban elfogadott jogszabályok korlátozzák a szakemberek, például az ügyvédek és könyvelők által az állam költségére fenntartható titoktartást. A könyvelőknek például kötelességük az államot tájékoztatni a csalárd könyvelés gyanújáról, sőt az adómegtakarítási rendszerek jogos alkalmazásáról is, ha ezek a rendszerek még nem ismertek az adóhatóságok számára.

### Bizalomhiány az angol jogban
A „titoksértés miatti keresetindítás okának három hagyományos követelménye”  :[19]Megarry bíró a Coco kontra AN Clark (Engineers) Ltd (1968) ügyben a következőképpen azonosította őket: 
Megítélésem szerint három tényezőre van általában szükség ahhoz, hogy – a szerződésen kívül – a bizalom megsértésére vonatkozó igény sikeres legyen. Először is, maga az információ – Lord Greene, M.R. szavaival élve a Saltman-ügy 215. oldalán – „rendelkezzen a bizalmasság szükséges jellegével.” Másodszor, az információt olyan körülmények között kell közölni, amelyek bizalmi kötelezettséget vonnak maguk után. Harmadszor, az információt jogosulatlanul kell felhasználni, a közlő fél kárára.
Az 1896-os eset, amelyben a királyi ügyvéd, Dr. William Smoult Playfair szerepelt, megmutatta a laikus és az orvosi nézetek közötti különbséget. Linda Kitson konzultált Playfairrel; megállapította, hogy a nő teherbe esett, miközben külön élt a férjétől. Értesítette feleségét, Kitson rokonát, hogy megvédje magát és lányaikat az erkölcsi fertőzéstől. Kitson beperelte az ügyet, ami közhírré vált, és hatalmas kártérítést ítéltek meg az orvosnak. 

## Orvosi titoktartás
A titoktartást általában az orvosok és betegek közötti beszélgetésekre alkalmazzák. A jogi védelem megakadályozza az orvosokat abban, hogy bizonyos beszélgetéseket felfedjenek a betegekkel, még bíróság előtt eskü alatt sem.  Ez az orvos-beteg kiváltság csak azokra a titkokra vonatkozik, amelyeket az orvos és a beteg az orvosi ellátás nyújtása során megoszt egymással.
A szabály legalább a hippokratészi esküig nyúlik vissza, amely részben így szól: Bármit is látok vagy hallok az emberek életében hivatásos szolgálatommal kapcsolatban vagy azzal nem kapcsolatban, amiről nem szabadna külföldön beszélni, azt nem fogom elárulni, mivel úgy vélem, hogy mindezt titokban kell tartani.
Az orvosi etika hagyományosan a titoktartási kötelezettséget az orvosi gyakorlat viszonylag megkérdőjelezhetetlen alapelvének tekintette.

### Egyesült Államok
Az Egyesült Államokban a titoktartás a HIPAA -törvények, különösen az adatvédelmi szabály, valamint számos állami törvény, némelyik szigorúbb, mint a HIPAA, szabványos előírás. Az évek során azonban számos kivételt tettek a szabályok alól. Például sok amerikai állam előírja az orvosok számára, hogy a lőtt sebeket jelentsék a rendőrségnek, az ittas vezetőket pedig a Gépjármű-nyilvántartó Hivatalnak. A titoktartás kérdésessé válik azokban az esetekben is, amikor szexuális úton terjedő betegséget diagnosztizálnak olyan betegnél, aki nem hajlandó felfedni a diagnózist házastársának, valamint amikor egy kiskorú beteg terhességét a beteg szüleinek tudta nélkül megszakítják. Az Egyesült Államok számos államában vannak törvények, amelyek szabályozzák a szülői értesítést kiskorúak abortuszáról. Az orvosi kutatásokban a titoktartás titoktartási tanúsítványokkal védhető.

### Európai Unió
Az EU 2001/20/EK irányelve értelmében a tagállamok által kinevezett ellenőröknek titoktartást kell tartaniuk, valahányszor bizalmas információkhoz jutnak hozzá a helyes klinikai gyakorlattal kapcsolatos ellenőrzések eredményeként, a vonatkozó nemzeti és nemzetközi követelményeknek megfelelően.
Egy tipikus betegnyilatkozat így szólhat:
Tájékoztattak az Európai Unió adatvédelmi irányelve, valamint a személyes adataim védelméről szóló egyéb nemzeti jogszabályok által számomra biztosított előnyökről és jogokról. Hozzájárulok ahhoz, hogy a támogató képviselői, illetve adott esetben az egészségügyi hatóságok hozzáférjenek az orvosi dokumentációmhoz. A vizsgálatban való részvételemet bizalmasan kezelik. A vizsgálatról készült jelentésekben nem a nevemen fognak hivatkozni rám. A személyazonosságomat nem hozzák nyilvánosságra, kivéve a fentiekben leírt célokra, orvosi vészhelyzet esetén, vagy ha a törvény ezt előírja. A vizsgálat eredményének meghatározása, valamint annak az egészségügyi hatóságok felé történő továbbítása céljából adataimat elektronikusan fogják feldolgozni. Adataimat más országokba is továbbíthatják (például az Egyesült Államokba). E célból a támogató köteles személyes adataimat akkor is védeni, ha azok olyan országba kerülnek, ahol az adatvédelmi szabályozás enyhébb, mint az itteni.

### HIV-titoktartás
Az Egyesült Királyságban az egyének HIV-státuszával kapcsolatos információkat bizalmasan kezeli a Nemzeti Egészségügyi Szolgálat. Ez törvényben, az NHS alkotmányában, valamint az NHS kulcsfontosságú szabályaiban és eljárásaiban alapul. Ez szerepel minden NHS-alkalmazott munkaszerződésében, valamint a szabályozó testületek által meghatározott szakmai szabványokban is. A National AIDS Trust NHS-ben érvényes titoktartási szabályzata felvázolja ezeket a jogokat. Minden regisztrált egészségügyi szakembernek be kell tartania ezeket a szabványokat, és ha bebizonyosodik, hogy megszegték a titoktartási kötelezettséget, fegyelmi eljárás indítható ellenük.
Egy egészségügyi dolgozó bizalmas információkat oszt meg valakivel, aki közvetlenül egészségügyi ellátást nyújt, vagy nyújtani készül a betegnek, hogy biztosítsa a lehető legjobb kezelést. Csak azokat az információkat osztják meg, amelyek az adott esetben relevánsak az ellátásukhoz, és ehhez az érintett beleegyezését is megkapták.
A hozzájárulás megadásának két módja van: kifejezett hozzájárulás vagy hallgatólagos hozzájárulás. Kifejezett beleegyezésnek minősül, amikor a beteg szóban, írásban vagy más módon egyértelműen közli az egészségügyi dolgozóval, hogy a vonatkozó bizalmas információk megoszthatók. A hallgatólagos beleegyezés azt jelenti, hogy a beteg beleegyezését a személyes bizalmas információk megosztásához vélelmezzük. Amikor személyes bizalmas információkat osztanak meg egymás között az egészségügyi dolgozók, a beleegyezést hallgatólagosnak tekintik.
Ha egy beteg nem szeretné, hogy egy egészségügyi dolgozó bizalmas egészségügyi információkat osszon meg vele, ezt világossá kell tennie, és meg kell beszélnie az ügyet az egészségügyi személyzettel. A betegeknek a legtöbb esetben joguk van megtagadni az egészségügyi szakembertől, hogy megossza adataikat egy másik egészségügyi szakemberrel, még akkor is, ha az őket ellátó szakember – de adott esetben tájékoztatják őket a lehetséges gyógyszerkölcsönhatások miatti veszélyekről.
Néhány korlátozott esetben azonban az egészségügyi dolgozók beleegyezésük nélkül is megoszthatnak személyes adatokat, ha az közérdeket szolgál. Ezeket az eseteket az Általános Orvosi Tanács iránymutatása tartalmazza, amely az orvosok szabályozó testülete. Előfordul, hogy az egészségügyi dolgozónak kell megadnia az információkat – ha törvény írja elő, vagy bírósági végzésre válaszul.
A National AIDS Trust útmutatót készített a HIV-vel élők számára az NHS-ben (Nemzeti Egészségügyi Szolgálat) folytatott titoktartásról.

## Klinikai és tanácsadási pszichológia
A titoktartás etikai elve megköveteli, hogy a kliens által a terapeutával megosztott információkat ne osszák meg beleegyezés nélkül, és hogy az információk megosztását az ETIKAI modell vezérelje: A szakmai értékek vizsgálata után, a tanúsító szervezet etikai normáinak átgondolása után, hipotézisek felállítása a különböző cselekvési irányokról és a lehetséges következményekről, annak meghatározása, hogy a szakmai normák szerint hogyan és kinek lesz előnyös, valamint a felettessel és a kollégákkal való konzultáció után. A titoktartás elve erősíti a terápiás szövetséget, mivel bizalmi környezetet teremt. Vannak fontos kivételek a titoktartás alól, nevezetesen, ha az ütközik a klinikus figyelmeztetési vagy védelmi kötelezettségével. Ez magában foglalja az öngyilkossági viselkedés vagy gyilkossági tervek, a gyermekbántalmazás, az idősek bántalmazása és a függő felnőttek bántalmazása eseteit. A kliens és a terapeuta között megosztott információ privilegizált kommunikációnak minősül, azonban bizonyos esetekben és bizonyos tartományok és állapotok alapján ezek tagadása történik, a negatív és pozitív szabadság használata határozza meg.

## Üzleti titoktartás
Néhány joghatóság elismeri az üzleti titoktartás egy kategóriáját, amely szerint egy vállalkozás visszatarthat információkat a „kereskedelmi érdekek” vélt sérelme alapján. Például a Coca-Cola fő szirupformulája továbbra is üzleti titok.

## Banki titoktartás
A banktitok más néven pénzügyi adatvédelem, banki diszkréció vagy bankbiztonság, egy feltételes megállapodás a bank és ügyfelei között, amely szerint minden fenti tevékenység biztonságos, bizalmas és privát marad. A banktitok, amelyet leggyakrabban a svájci banki tevékenységhez kötnek, Luxemburgban, Monacóban, Hongkongban, Szingapúrban, Írországban és Libanonban, valamint más offshore bankintézményekben is elterjedt.
A bank-kliens titoktartásként vagy bankár-kliens privilégiumként is ismert gyakorlatot olasz kereskedők kezdték el alkalmazni az 1600-as években Észak-Olaszország közelében (ez a régió később Svájc olasz ajkú régiója lett).

## Közpolitikai aggályok
A peres ügyeket lezáró titoktartási megállapodások nem ritkák, de ez a szabályozó hatóságokat és a társadalmat tudatlanul hagyhatja a közérdekű veszélyekkel kapcsolatban. Az Egyesült Államokbeli Washington államban például újságírók felfedezték, hogy körülbelül két tucat orvosi műhibaügyet zártak le helytelenül a bírák, ami az állami egészségügyi minisztérium indokolatlanul gyenge fegyelmi intézkedéseihez vezetett. Az 1990-es években és a 2000-es évek elején a katolikus szexuális zaklatási botrány számos titoktartási megállapodást vont maga után az áldozatokkal. Néhány állam olyan törvényeket fogadott el, amelyek korlátozzák a titoktartást. Például 1990-ben Floridában elfogadtak egy „Napfény a pereskedésben” törvényt, amely korlátozza a közérdekű veszélyek eltitkolásával járó titoktartást. Washington államban, Texasban, Arkansasban és Louisianában is vannak a titoktartást korlátozó törvények, bár a bírói értelmezés gyengítette az ilyen típusú törvények alkalmazását. Az amerikai Kongresszusban egy hasonló szövetségi szintű, a peres ügyekben való részvételt előmozdító törvényt (Sunshine in Litigation Act) javasoltak, de 2009-ben, 2011-ben, 2014-ben és 2015-ben sem fogadták el.

## Fordítás
Ez a szócikk részben vagy egészben  a   Confidentiality című angol Wikipédia-szócikk ezen változatának fordításán alapul.  Az eredeti cikk szerkesztőit annak laptörténete sorolja fel. Ez a jelzés csupán a megfogalmazás eredetét és a szerzői jogokat jelzi, nem szolgál a cikkben szereplő információk forrásmegjelöléseként.

## Kapcsolódó szócikk
- Üzleti titok